# Безлюдівський м'ясокомбінат
ПрАТ «Ко́мплекс Безлю́дівський м'ясокомбіна́т» — підприємство харчової промисловості. Розташовано у с. Котляри, Харківського району, Харківської області. Продукцію випускає під торговельною маркою «БМК»
Завод випускає понад 200 найменувань ковбасних виробів: сосиски, сардельки, варені ковбаси, напівкопчені ковбаси, варено-копчені ковбаси, копченості та делікатеси. Підприємство спеціалізується на випуску продукції нижнього цінового сегменту.

## Історія
Завод був відкритий у січні 2006 року.
У першому півріччі 2010 року Держспоживстандарт проводив перевірки на заводі. Серед м'ясокомбінатів України, де були проведені перевірки, найбільше порушень було виявлено на Безлюдівському комбінаті. Підприємству було заборонено виробництво варено-копчених ковбасних виробів. Підставою для заборони стали результати перевірки продукції, під час якої встановлено занижену масову частку білка, наявність глутамату натрію у ковбасах. Була також відсутня камера сушки ковбасних виробів, зафіксовано незадовільні умови зберігання м'ясної сировини, грубо порушувалися санітарні норми — у виробничих приміщеннях виявлено наявність гризунів.

## Нагороди
Продукція Безлюдівського м'ясокомбінату відзначена численними дипломами, медалями та відзнаками міжнародних, всеукраїнських та регіональних бізнес-форумів, ярмарок, виставок, в т. ч.:
- «Виробник найкращих вітчизняних товарів 2007 року»
- Переможець рейтингу «Народна відзнака довіри»[4]